# Кристальди, Франко
Франко Кристальди (итал. Franco Cristaldi; 3 октября 1924 — 1 июля 1992) — итальянский кинопродюсер.

## Биография
Франко Кристальди родился 3 октября 1924 года в городе Турин, Италия. 
В 1946 году он основал компанию “Vides Cinematografica”, которая стала заниматься кинопроизводством и кинопрокатом. В 80-х она была переименована в “Cristaldifilm”.
За свою долгую продюсерскую карьеру он работал со многими известными режиссёрами и сценаристами, среди них: Франческо Рози, Пьетро Джерми, Марио Моничелли, Федерико Феллини, Лукино Висконти и Джузеппе Торнаторе. 
Одними из самых успешных фильмов, в продюсировании которых принимал участие Кристальди, стали Амаркорд (1973 г.), Имя розы (1986 г.) и Новый кинотеатр «Парадизо» (1988 г.). 
В 1977 году Кристальди был избран президентом Международной федерации ассоциаций кинопродюсеров.
В 1984 году он был членом жюри на 37-м Каннском кинофестивале.

## Личная жизнь
Был женат на Карле Симонетти, у них родился сын Массимо. 
После того, как он обратился в Ватикан, его первый брак был аннулирован, и в 1966 году Кристальди женился на Клаудии Кардинале. Он усыновил её сына Патрицио, а также способствовал продвижению её карьеры. Они развелись в 1975 году. 
С 1983 года и до его кончины в 1992 году его женой была актриса Зеуди Арая. Она снялась в нескольких фильмах, которые он продюсировал. После смерти мужа приняла участие в дальнейшей деятельности его кинокомпании совместно с Массимо Кристальди.

## Избранная фильмография
- 1957 — Белые ночи
- 1958 — Злоумышленники, как всегда, остались неизвестны
- 1958 — Закон есть закон
- 1959 — Капо
- 1959 — Дерзкий налёт неизвестных злоумышленников
- 1961 — Развод по-итальянски
- 1961 — Соблазнённая и покинутая
- 1965 — Туманные звёзды Большой Медведицы
- 1969 — Красная палатка
- 1972 — Аудиенция
- 1973 — Амаркорд
- 1975 — Под каким ты знаком?
- 1976 — Синьор Робинзон
- 1979 — Христос остановился в Эболи
- 1979 — Операция «Чудовище»
- 1983 — И корабль плывёт…
- 1986 — Имя розы
- 1988 — Новый кинотеатр «Парадизо»